# Municipio de Elmwood (Minnesota)
El municipio de Elmwood (en inglés: Elmwood Township) es un municipio ubicado en el condado de Clay en el estado estadounidense de Minnesota. En el año 2010 tenía una población de 415 habitantes y una densidad poblacional de 4,5 personas por km².

## Geografía
El municipio de Elmwood se encuentra ubicado en las coordenadas 46°45′40″N 96°36′35″O / 46.76111, -96.60972. Según la Oficina del Censo de los Estados Unidos, el municipio tiene una superficie total de 92.32 km², de la cual 92,32 km² corresponden a tierra firme y (0 %) 0 km² es agua.

## Demografía
Según el censo de 2010, había 415 personas residiendo en el municipio de Elmwood. La densidad de población era de 4,5 hab./km². De los 415 habitantes, el municipio de Elmwood estaba compuesto por el 98,07 % blancos, el 0,24 % eran amerindios, el 0,24 % eran asiáticos, el 0,48 % eran de otras razas y el 0,96 % eran de una mezcla de razas. Del total de la población el 1,93 % eran hispanos o latinos de cualquier raza.